# Jailhouse Rock (dal)
A Jailhouse Rock Elvis Presley egyik leghíresebb dala, amely 1957-ben jelent meg az azonos című film főcímdalaként. A dal szerzői Jerry Lieber és Mike Stoller voltak. A dal nagyon sikeres lett, több országban is listavezetővé vált, a Rolling Stone magazin 2003-ban pedig a 67. helyre sorolta Minden idők 500 legjobb dala listáján.

## Slágerlistás helyezések
| Ország (1957–1958)                                 | Legjobb helyezések |
| -------------------------------------------------- | ------------------ |
| Ausztrália (Kent Music Report)                     | 3                  |
| Belgium (Ultratop 50 Flanders)                     | 8                  |
| Finnország (Singlet Top 20)                        | 7                  |
| Dél-Afrika (Springbok)                             | 1                  |
| Egyesült Királyság (UK Singles Chart)              | 1                  |
| US Billboard Hot 100                               | 1                  |
| US Billboard Best Sellers in Stores                | 1                  |
| US Billboard Most Played by Jockeys                | 1                  |
| US Billboard Most Played Country & Western Singles | 3                  |
| US Billboard Most Played Rhythm and Blues Singles  | 1                  |
| US Billboard Top Selling Country & Western Singles | 1                  |
| US Billboard Top Selling Rhythm and Blues Singles  | 1                  |
| US Cash Box Magazine Top Country & Western Singles | 1                  |

| Ország (1971)                         | Legjobb helyezés |
| ------------------------------------- | ---------------- |
| Egyesült Királyság (UK Singles Chart) | 42               |

| Ország (1974)                  | Legjobb helyezés |
| ------------------------------ | ---------------- |
| Belgium (Ultratop 50 Wallonia) | 9                |
| Hollandia (Single Top 100)     | 4                |

| Ország (1977)                         | Legjobb helyezés |
| ------------------------------------- | ---------------- |
| Egyesült Királyság (UK Singles Chart) | 44               |

| Ország (2005)                         | Legjobb helyezés |
| ------------------------------------- | ---------------- |
| Írország (IRMA)                       | 23               |
| Franciaország (Single Top 100)        | 87               |
| Svájc (Schweizer Hitparade)           | 96               |
| Hollandia (Single Top 100)            | 19               |
| Skócia (Scottish Singles Top 40)      | 1                |
| Svédország (Sverigetopplistan)        | 37               |
| Egyesült Királyság (UK Singles Chart) | 1                |

| Ország (1957)                         | Helyezés |
| ------------------------------------- | -------- |
| Ausztrália (Kent Music Report)        | 22       |
| US Billboard (Best Sellers in Stores) | 16       |
| US Singles (Cash Box)                 | 11       |
| Ország (1958)                         | Helyezés |
| South Africa (Springbok)              | 11       |
| Ország (2005)                         | Helyezés |
| UK Singles (Official Charts Company)  | 134      |

| Régió                                                       | Minősítés  | Eladott példányszám |
| ----------------------------------------------------------- | ---------- | ------------------- |
| Egyesült Királyság (BPI)                                    | arany      | 985,500             |
| Egyesült Államok (RIAA)                                     | 2× platina | 2 000 000^          |
| ^ Kiszállítási példányszámok kizárólag a minősítés alapján. |            |                     |